# عالمگیر خان
عالمگیر خان (انگلیسی: Alamgir Khan؛ زادهٔ ۱۶ ژوئن ۱۹۹۱) بازیکن فوتبال اهل پاکستان است.
وی همچنین در تیم ملی فوتبال پاکستان بازی کرده است.